# 田口愛
田口 愛（たぐち あい、1998年8月10日 - ）は、社会起業家。ガーナでカカオ工場を経営するMAAHA株式会社の代表取締役。全てのステークホルダーが正当な利益を得られる実験的ビジネスモデルを、カカオ生産からチョコレート販売までを通じて実践し、それを自らの視点から発信する。生産、買取、消費の仕組みを改革する「境界線を溶かすチョコレート」を提唱。

## 来歴
1998年、岡山に生まれる。父（田口雅弘・岡山大学名誉教授）の仕事の関係で、幼少期に度々ポーランドに滞在。2004年、Canadian School in Warsaw在学。2011-2017年、広島大学附属福山中学校・高等学校に在学。2018-2021年、国際基督教大学に在学。学生起業家として、ガーナにカカオ工場を建設。2020年6月30日、合同会社Mpraeso設立。CEOに就任。MAAHA CHOCOLATEブランドを展開。2021年、事業に専念するため国際基督教大学を退学。2022年10月、ガーナ・アマンフロムのチョコレート工場完成。2024年10月1日、合同会社Mpraesoを再編し、会社名を「MAAHA株式会社」に変更。

## 受賞歴等
- 2021年 NEWSWEEK 2021年11月23日号 「世界に貢献する日本人30」[5]
- 『日経WOMAM』ウーマン・オブ・ザ・イヤー2022[6]

## メディア
- 「（ひと）田口愛さん　ガーナにチョコレート工場をつくった大学生」、『朝日新聞』2021年2月11日号[7]
- 「（日本の大学生田口愛さんがアフリカの国、ガーナで立ち上げたチョコレートビジネス」、『J-WAVE』2021年2月26日号[8]
- 「ガーナで人生が変わった。22歳がカカオビジネスを変える」 Forbes（2021年04月25日号[9]
- 「ガーナのカカオ農家に誇りを　田口愛（23）を突き動かす衝撃の体験【世界に貢献する日本人】」 NEWSWEEK（2021年11月19日号）[10]
- 「ガーナで「カカオ革命」起こす学生起業家」、『日本経済新聞』2020年10月3日号[11]
- 「ウーマン・オブ・ザ・イヤー2022発表！」、『日経WOMAM』（2022年01月号）[12]
- 「ガーナから日本へ、高品質のカカオと豊かな精神性を」Mpraeso CEO 田口愛」、『The 21』2022年01月14日号[13]
- 「チョコに惚れ､海を渡った23歳彼女の桁外れな挑戦　バイト代貯め19歳で現地へ行き受けた衝撃」、『東洋経済 ONLINE』2022年02月09日号[14]
- 「人ひと／チョコ起業、ガーナに工場　ＭＡＡＨＡ　ＣＨＯＣＯＬＡＴＥ代表　田口愛さん（２３歳）」、『朝日新聞』2022年02月15日号 [15]
- 「「境界線を溶かすチョコレート」でカカオビジネスに革命を！　岡山県出身の大学生の挑戦」、KSB瀬戸内海放送　2022年2月14日放送　＊動画で視聴可[16]　[17]
- 「田口愛　カカオビジネスに革命を　会社解散危機から復活」、『日経WOMEN』2022年01月12日号[18]
- 「岡山たからもん　大好きなチョコレートにつながる人々がみんな笑顔であるために。」、『山陽新聞』2022年02月27日号[19]
- 「田口愛~MAAHAマーハガーナチョコレートの通販や販売店や動画!激レアさんを連れてきた!Mpraeso~エンプレーソ」、テレビ朝日「激レアさんを連れてきた!」2022年04月04日放送[20]
- “A New Route for Quality Cacao: Ghana - Sharing the Future –“, NHK WORLD JAPAN, November 2, 2022[21]
- 「【チョコレートの甘くない現実】ガーナのカカオ農家を支援するため24歳の女性がチョコレート工場を建てる【テレメンタリー】」、KSB瀬戸内海放送／テレビ朝日　2023年2月4日放送　＊動画で視聴可　[22]
- 「LIFE 〜夢のかたち〜　ガーナに渡りカカオ農家の貧困を改善、流通に革命を起こした起業家　田口愛さん　東京・新大久保　「マーハチョコレート」」　ABC放送（テレビ朝日系列）2023年3月11日　＊U-NEXTで視聴可
- 映画「巡る、カカオ ～神のフルーツに魅せられた日本人～」監督：和田萌　ナレーション：堀ちえみ　出演：田口愛、他　2023年　制作：ハートツリー、GENERATION11　DVD　 発売・販売元：（株）ハートツリー
- 令和7年度版中学教科書　『道徳』　光村図書　「25 境界線を溶かすチョコレート」p.118
- 児童書　横山亜未・田口愛 （協力）『ジャングルのチョコレート工場　甘いチョコの甘くない現実に挑んだ大学生』ポプラ社(ポプラ社ノンフィクション 45)、2024、ISBN 978-4591181706
- 英語教科書『Crown Jr.』6年生、三省堂、2025年、「Unit 3 将来の夢を伝えよう」、pp.80-81
- 英語教科書『Crown Jr.』5年生、三省堂、2025年、「Unit 2 憧れの人を紹介しよう」、pp.40-41。
- 「19歳で単身ガーナへ渡りカカオ革命を起こしているチョコレートの神」日本テレビ【オー！マイゴッド！私だけの神様、教えます】 2025年2月8日放送　＊Huluで視聴可